# Soda Springs (Idaho)
Soda Springs ist eine Stadt im Caribou County, Idaho, Vereinigte Staaten. Sie ist Verwaltungssitz des Caribou County.

## Geschichte
Soda Springs verdankt seinen Namen den Hunderten natürlichen Quellen mit kohlensäurehaltigem Wasser, die sich in der Stadt und ihrer Umgebung befinden. Die Quellen waren bereits den amerikanischen Ureinwohnern bekannt und waren Mitte des 19. Jahrhunderts ein Orientierungspunkt im Verlauf des Oregon Trail. Heute ist die Stadt auch durch den Soda Springs Geysir bekannt, der 1937 entstand, als man nach heißen Quellen für ein Schwimmbad bohrte.

## Geografie
Soda Springs liegt am Bear River in der südöstlichen Ecke des US-Bundesstaates Idaho, nahe der Grenze zu Wyoming im Osten und Utah im Süden, knapp 300 Straßenmeilen (482 km) östlich der Hauptstadt Boise. Etwa 170 Straßenmeilen (273 km) südlich liegt Salt Lake City.
Nach Angaben des United States Census Bureau hat Soda Springs eine Gesamtfläche 11,58 km² (4,47 Quadratmeilen), wovon 11,47 km² (4,43 Quadratmeilen) Land- und 0,12 km² (0,05 Quadratmeilen) Wasserfläche sind.

## Klima
Gemäß der Köppen-Geiger-Klimaklassifizierung hat Soda Springs ein feuchtes, sommerwarmes Kontinentalklima mit langen, kalten und schneereichen Wintern und sehr warmen Sommern, auf Klimakarten mit „Dsb“ abgekürzt.